# Fallduck Lakes
Fallduck Lakes är sjöar i Kanada.   De ligger i provinsen Ontario, i den sydöstra delen av landet, 500 km nordväst om huvudstaden Ottawa. Fallduck Lakes ligger 326 meter över havet.
I omgivningarna runt Fallduck Lakes växer i huvudsak blandskog. Trakten runt Fallduck Lakes är nära nog obefolkad, med mindre än två invånare per kvadratkilometer.